# Иштыра
Иштыра — деревня в Параньгинском районе Республики Марий Эл России. Входит в состав Русско-Ляжмаринского сельского поселения.

## География
Деревня находится в восточной части республики, в зоне хвойно-широколиственных лесов, на левом берегу реки Буй, к югу от автодороги 88К-001, на расстоянии примерно 20 километров (по прямой) к северо-востоку от Параньги, административного центра района. Абсолютная высота — 148 метров над уровнем моря.

### Климат
Климат характеризуется как умеренно континентальный, с умеренно холодной снежной зимой и относительно тёплым летом. Среднегодовая температура воздуха — 2,2 °С. Средняя температура воздуха самого тёплого месяца (июля) — 18,5 °C; самого холодного (января) — −14 °C. Продолжительность периода с устойчивыми морозами — в среднем 127 дней. Среднегодовое количество атмосферных осадков составляет 496 мм, из которых около 70 % выпадает в период с апреля по октябрь.

### Часовой пояс
Деревня Иштыра, как и вся Марий Эл, находится в часовой зоне МСК (московское время). Смещение применяемого времени относительно UTC составляет +3:00.

## Население
| 2010 |
| ---- |
| 218  |

### Национальный состав
Согласно результатам переписи 2002 года, в национальной структуре населения марийцы составляли 98 % из 248 чел.

## Известные уроженцы
Иванова-Ямаева Галина Николаевна (род. 1942) — марийская советская актриса театра. Один из зачинателей марийского поэтического театра. Одна из ведущих актрис Марийского театра драмы им. М. Шкетана (1965—2005). Заслуженная артистка РСФСР (1988). Почётный гражданин Йошкар-Олы (1991). Лауреат Государственной премии Марийской АССР (1977), премии Марийского комсомола имени Олыка Ипая (1970) и Национальной театральной премии имени Йывана Кырли (1999, 2000). Награждена медалью ордена «За заслуги перед Отечеством» II степени (2001).